# Sauze d’Oulx
Sauze d’Oulx (okzitanisch Lo Sause bzw. auch Le Saouze d’Ols; italisierte Form während des faschistischen Regimes Salice d’Ulzio) ist eine Gemeinde in der italienischen Metropolitanstadt Turin (TO), Region Piemont.

## Lage und Einwohner
Sauze d’Oulx liegt etwa 80 km westlich von Turin im alpinen Susatal. Das Gemeindegebiet umfasst eine Fläche von 17 km² und hat 1015 Einwohner (Stand 31. Dezember 2023). Die Gemeinde gehört zur Berggebietsgemeinschaft Comunità Montana Alta Valle di Susa. 
Die Nachbargemeinden sind Oulx, Pragelato und Sestriere.

### Bevölkerungsentwicklung

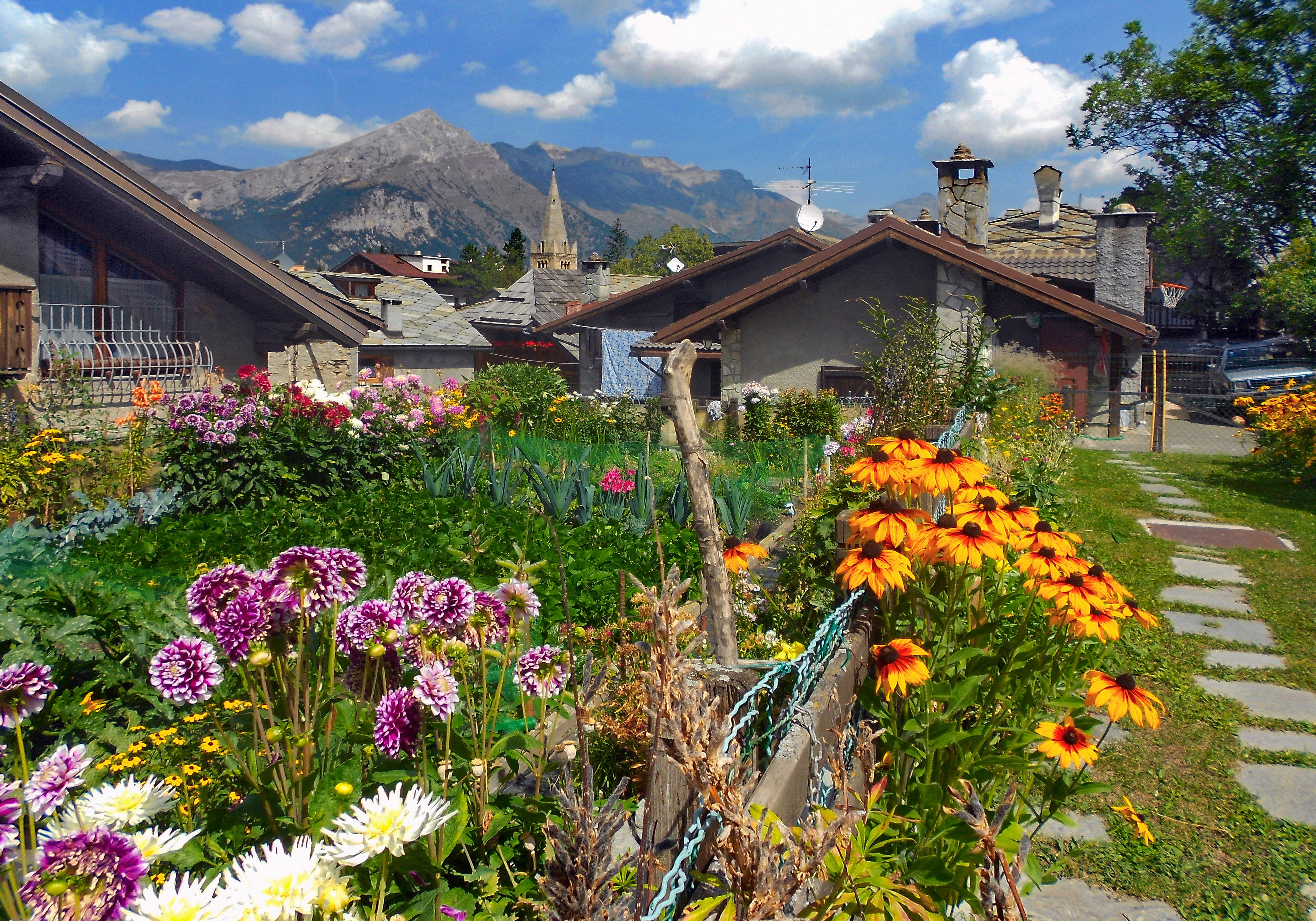
Panorama

## Sport
Im Rahmen der Olympischen Winterspiele 2006 in Turin wurde in Sauze d’Oulx die temporäre Wettkampfstätte Sauze d’Oulx-Jouvenceaux errichtet, wo die Freestyle-Wettkämpfe ausgetragen wurden.